# Центральний банк Коста-Рики
Центральний банк Коста-Рики (ісп. Banco Central de Costa Rica) – центральний банк Республіки Коста-Рика.

## Історія
До 24 листопада 1914 року банкноти випускалися переважно приватними банками, іноді — урядом. Після зазначеної дати виключне право емісії банкнот належало Міжнародному банку Коста-Рики. Наприкінці 1936 року Міжнародний банк Коста-Рики був реорганізований у Національний банк Коста-Рики. Законом від 28 січня 1950 року на базі Національного банку Коста-Рики створено державний Центральний банк Коста-Рики

## Сфера діяльності
Для виконання своєї місії та підтримки внутрішнього та зовнішнього балансу економіки, цілі та операційні завдання Центрального банку Коста-Рики наступні:
- Підтримувати внутрішню стабільність національної валюти, прагнучи повної зайнятості виробничих ресурсів.
- Підтримувати зовнішню стабільність національної валюти та забезпечувати їхню вільну конвертацію в інші валюти.
- Сприяння стабільній системі фінансового посередництва, ефективної та конкурентоспроможної.

Подібно до інших Центральних банків світу, функції Центрального банку Коста-Рики включають надання банківських послуг уряду Коста-Рики та фінансовим установам, емісію національної валюти, регулювання діяльності комерційних банків та інших фінансових установ, надання економічних консультацій уряду, проведення досліджень та публікацію інформації про грошово-кредитних та інших економічних подій. Тільки банкноти та монети, випущені Центральним банком, є законним платіжним засобом у Коста-Риці.